# Hispaniodirphia
Genre
Le genre Hispaniodirphia regroupe des papillons appartenant à la famille des Saturniidae. Les deux espèces de ce genre sont toutes les deux originaires de la République dominicaine.

## Liste d'espèces
Selon Saturniidae world:
- Hispaniodirphia lemaireiana (Rougerie & Herbin 2006)
- Hispaniodirphia plana (Walker, 1855)